# Etnedals kommun
Etnedals kommun (norska: Etnedal kommune) är en kommun i Innlandet fylke i Norge. Kommunens centralort är tätorten Bruflat. 

## Administrativ historik
Etnedals kommun bildades 1894 genom att områden avskiljdes från Sør-Aurdals och Nord-Aurdals kommuner. 1979 gjordes en gränsjustering i ett obebott område mellan Etnedals och Nord-Aurdals kommuner.

## Tätorter
I Etnedals kommun finns en tätort:
- Bruflat (centralort)

## Socknar
Inom Norska kyrkan är Etnedals kommun indelad i två socknar:
- Bruflats socken
- Nord-Etnedals socken

Socknarna ingår i Valdres prosteri i Hamars stift.